# ThrustSSC
ThrustSSC (SuperSonic Car) britanski je mlazni automobil, kojeg su dizajnirali Richard Noble, Glynne Bowsher, Ron Ayers i Jeremy Bliss.

## Rekord
ThrustSSC je rekorder u brzini na kopnu. Dana 15. kolovoza 1997. godine ThrustSSC postigao je brzinu od 1.228 km/h u pustinji Black Rock u Nevadi, SAD-u. Tom brzinom postao je prvo kopneno vozilo koje je probilo zvučnu barijeru.
Vozilo je vozio pilot RAF-a Andy Green. Vozilo, koje je dugo 16,5 m, široko 3,5 m i teško 10,5 tona, pokretao je mlazni Rolls-Royce motor koji se koristi u vojnim zrakoplovima.
ThrustSSC troši 18,2 litara goriva u sekundi. Godine 1983., Richard Noble, jedan od dizajnera ThrustaSSC, postavio je također rekord u kopnenoj brzini (1.018 km/h) s predhodnikom ThrustaSSC, Thrust2.
ThrustSSC i Thrust2 čuvaju se u engleskom gradu Coventryju u automobilističkom muzeju. Zanimljivo je to da je na 14. kolovoza 1947., 50 godina i 1 dan prije obaranja rekorda Chuck Yeager probio zvučni zid u svom zrakoplovu.
Richard Noble objavio je 23. listopada 2008. novi projekt, "Sjevernoamerički orao", kojem je cilj postaviti novi rekord u brzini na kopnu s automobilom Bloodhound SSC.

## Vanjske poveznice
- Službena stranica (engl.)
- ThrustSSC (engl.)